# Micaela Ruiz Téllez
Filomena Micaela Ruiz Téllez (Estepa, España; 1821-1904), apodada La Colchona, fue una mujer pionera que dio inicio a la comercialización de los mantecados de Estepa, que hasta entonces eran un dulce navideño de elaboración casera para consumo en el hogar. El obrador que puso en marcha en 1870 está considerado como la fábrica de mantecados más antigua de Estepa que sigue en funcionamiento.

## Biografía
Filomena Micaela Ruiz Téllez trabajaba llevando a cabo la matanza del cerdo para las familias acomodadas de Estepa, y con la manteca sobrante elaboraba mantecates, unos dulces típicos caseros que se elaboraban en los hogares de la localidad, similares a los mantecados actuales.
Estos dulces eran para consumo doméstico, ya que al endurecerse en poco tiempo no tenían mucha durabilidad. Con el tiempo Ruiz Téllez introdujo modificaciones en su elaboración, aplicando calor para disminuir la humedad, de forma que el mantecado quedaba prieto por fuera y tierno por dentro durante más tiempo.
Gracias a estos cambios en la forma de elaborarlos, los mantecados no solo se conservaban más tiempo sino que además resistían mejor el transporte y almacenaje. Debido a ello su marido, que trabajaba como cosario transportando mercancías entre Estepa y Córdoba, empezó hacia 1855 a llevarse algunos mantecados para venderlos en su trayecto.
La clientela de este incipiente negocio fue aumentando con los años por lo que, hacia 1870, Ruiz Téllez decidió abrir un obrador para poder producir mantecados en mayores cantidades. Ese obrador sigue funcionando en la actualidad, gestionado por sus descendientes con la marca de La Colchona, y está considerado como la fábrica de mantecados más antigua de Estepa que sigue en funcionamiento.
Posteriormente otras familias de la localidad fueron abriendo sus propios obradores y, con el paso del tiempo, se generó una industria que se ha convertido en uno de los pilares económicos de la localidad de Estepa y de su comarca.